# ري ميونغ غك
ري ميونغ غك (بالهانغل: 리명국، بالهانجا: 李明國. ولد في 9 سبتمبر 1986 في بيونغيانغ) لاعب كرة قدم كوري شمالي يلعب حاليا لصالح نادي بيونغيانغ سيتي الكوري الشمالي .

## وصلات خارجية
- ري ميونغ غك على موقع الاتحاد الدولي (مؤرشف)  (الإنجليزية)
- ري ميونغ غك على موقع قاعدة بيانات كرة القدم.إي يو (الإنجليزية)
- ري ميونغ غك على موقع ناشيونال فوتبول تيمز (الإنجليزية)
- ري ميونغ غك على موقع Soccerway.com (الإنجليزية)
- Ri Myong-guk at Asian Games Incheon 2014